# Bukowa (dopływ Odry)
Bukowa (niem. Plätschbach) – struga w Szczecinie i okolicy, lewy dopływ Odry o długości 12,91 km. Płynie przez wschodnią część Wału Stobniańskiego i Dolinę Dolnej Odry. 
Pierwsza wzmianka źródłowa o rzece pochodzi z 1371 i brzmi Buckow. W dorzeczu Bukowej (rejon Bezrzecza, Krzekowa i Mierzyna) odkryto ślady najstarszego osadnictwa ludzkiego na obszarze obecnego miasta Szczecina. Osady istniały tu nieprzerwanie od paleolitu do epoki żelaza.

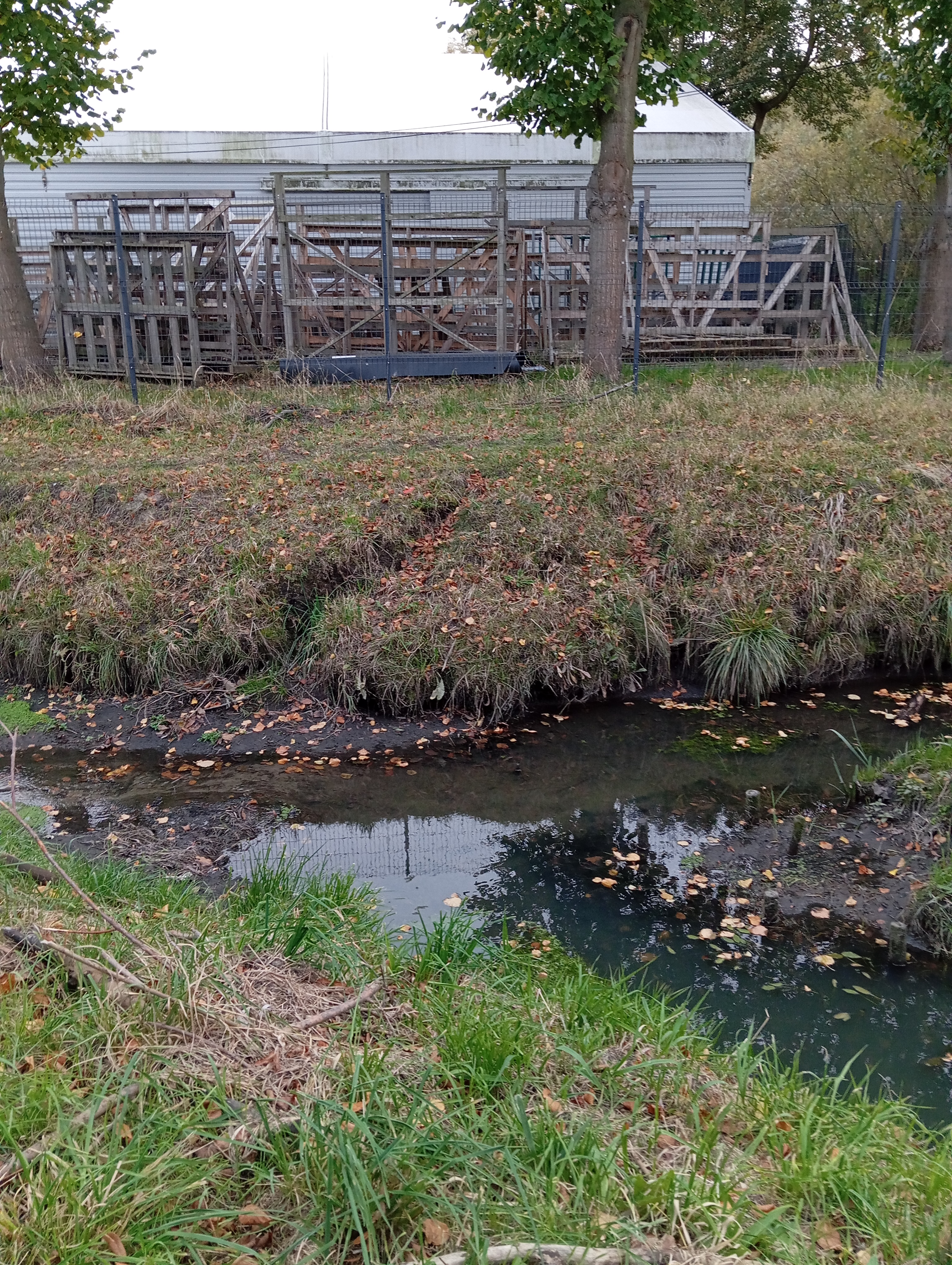
Ujście Stobnicy do Bukowej

Rzeka wypływa z podmokłego terenu w miejscowości Bezrzecze (obszar gminy Dobra) i płynie w górnym biegu w kierunku południowym. Około kilometra od początku biegu Bukowa przyjmuje wody niewielkiego cieku Stobnica płynącego z Mierzyna. Przepływając przez Gumieńce tworzy Jezioro Słoneczne, ok. pół kilometra dalej łączy się z Gumieńcem, który zbiera wody ze wschodniej części gminy Kołbaskowo. Przy południowej granicy Świerczewa z prawej strony odbiera wody Wierzbaka. Następnie płynąc po zachodniej stronie Cmentarza Centralnego dołączają wody ze skanalizowanego ujścia płynących z cmentarza cieków Jasnej i Cichej Wody. Przy ul. Europejskiej tworzy silnie zeutrofizowany Stawek na Gumieńcach. W okolicy Pomorzan południkowy bieg Bukowej zmienia się, tworzy zakole okrążające węzeł kolejowy Szczecin Wzgórze Hetmańskie, a następnie w okolicy Elektrowni Pomorzany płynie wzdłuż nieczynnej bocznicy kolejowej równoległej do ul. Szczawiowej. Bukowa sztucznie zmienionym korytem omija osadniki oczyszczalni ścieków Pomorzany, ponownie zmieniając bieg na równoleżnikowy i uchodzi do Odry Zachodniej naprzeciw wyspy Krainka.